# Canada Cup i ishockey 1984
Canada Cup i ishockey 1984 spelades i Kanada och USA, och vanns av Kanada, som slog Sverige i finalserien.

## Gruppspel
|                 | SM | V | O | F | GM | IM | Poäng |
| --------------- | -- | - | - | - | -- | -- | ----- |
| Sovjetunionen   | 5  | 5 | 0 | 0 | 22 | 7  | 10    |
| USA             | 5  | 3 | 1 | 1 | 21 | 13 | 7     |
| Sverige         | 5  | 3 | 0 | 2 | 15 | 16 | 6     |
| Kanada          | 5  | 2 | 1 | 2 | 23 | 18 | 5     |
| Tjeckoslovakien | 5  | 0 | 1 | 4 | 11 | 21 | 1     |
| Västtyskland    | 5  | 0 | 1 | 4 | 13 | 29 | 1     |

## Resultat
- USA 7-1 Sverige
- Kanada 7-2 Västtyskland
- Sovjetunionen 3-0 Tjeckoslovakien
- Kanada 4-4 USA
- Sovjetunionen 3-2 Sverige
- Tjeckoslovakien 4-4 Västtyskland
- Sverige 4-2 Kanada
- Sovjetunionen 8-1 Västtyskland
- USA 3-2 Tjeckoslovakien
- Kanada 7-2 Tjeckoslovakien
- Sovjetunionen 2-1 USA
- Sverige 4-2 Västtyskland
- Sovjetunionen 6-3 Kanada
- Sverige 4-3 Tjeckoslovakien
- USA 6-4 Västtyskland

### Semifinaler
- Sverige 9-2 USA
- Kanada 3-2 Sovjetunionen

### Final (bäst av tre)
- Kanada 5-2 Sverige
- Kanada 6-5 Sverige

## Slutställning
- 1.  Kanada
- 2.  Sverige
- 3.  Sovjetunionen
- 4.  USA
- 5.  Tjeckoslovakien
- 6.  Västtyskland

## Poängligan
| Plats | Spelare       | SM | M | A | Poäng |
| ----- | ------------- | -- | - | - | ----- |
| 1     | Wayne Gretzky | 8  | 5 | 7 | 12    |
| 2     | Michel Goulet | 8  | 5 | 6 | 11    |
| 3     | Paul Coffey   | 8  | 3 | 8 | 11    |
| 4     | Kent Nilsson  | 8  | 3 | 8 | 11    |
| 5     | Håkan Loob    | 8  | 6 | 4 | 10    |

## All Star Team
- Målvakt: Vladimir Mysjkin, Sovjetunionen
- Backar: Paul Coffey, Kanada; Rod Langway, USA
- Forwards: Wayne Gretzky, Kanada; Sergej Makarov, Sovjetunionen; John Tonelli, Kanada
- MVP: John Tonelli, Kanada

## Spelartrupper

### Kanada
- Målvakter: Grant Fuhr, Rejean Lemelin, Pete Peeters

- Backar: Paul Coffey, Kevin Lowe, Charlie Huddy, Randy Gregg, Larry Robinson, Doug Wilson, Ray Bourque

- Forwards: Wayne Gretzky, Mike Bossy, Rick Middleton, Brent Sutter, Bob Bourne, John Tonelli, Peter Stastny, Mike Gartner, Michel Goulet, Mark Messier, Glenn Anderson, Steve Yzerman, Brian Bellows

- Tränare: Glen Sather

### Sverige
- Målvakter: Peter Lindmark, Göte Wälitalo, Rolf Ridderwall
- Backar: Peter Andersson, Anders Eldebrink, Bo Ericson, Thomas Eriksson, Jan Lindholm, Mats Thelin, Michael Thelvén, Thomas Åhlén
- Forwards: Jan Claesson, Per-Erik Eklund, Thomas Gradin, Bengt-Åke Gustafsson, Anders Håkansson, Håkan Loob, Mats Näslund, Kent Nilsson, Tomas Sandström, Thomas Steen, Patrik Sundström, Peter Sundström
- Coach: Leif Boork